# Hungund
Hungund là một thị xã panchayat của quận Bagalkot thuộc bang Karnataka, Ấn Độ.

## Địa lý
Hungund có vị trí 16°04′B 76°03′Đ / 16,07°B 76,05°Đ Nó có độ cao trung bình là 531 mét (1742 feet).

## Nhân khẩu
Theo điều tra dân số năm 2001 của Ấn Độ, Hungund có dân số 18.035 người. Phái nam chiếm 51% tổng số dân và phái nữ chiếm 49%. Hungund có tỷ lệ 64% biết đọc biết viết, cao hơn tỷ lệ trung bình toàn quốc là 59,5%: tỷ lệ cho phái nam là 75%, và tỷ lệ cho phái nữ là 53%. Tại Hungund, 13% dân số nhỏ hơn 6 tuổi.